# Yara Bader
Pour les articles homonymes, voir Bader.
Yara Bader, ou Yara Badr (en arabe : يارا بدر) est une journaliste syrienne et militante des droits de l'homme en Syrie. Son mari, Mazen Darwish, est un avocat syrien, défenseur de la liberté d'expression. En 2015, elle est contrainte à l'exil, et s'installe avec sa famille à Berlin. 

## Carrière et militantisme
Yara Bader travaille pour le Centre syrien pour les médias et la liberté d'expression (en anglais Syrian Centre for Media and Freedom of Expression, ou SCM), qui opère en secret et a pour ambition de militer pour la liberté de la presse en Syrie, et d'apporter une information indépendante malgré l'interdiction du régime syrien. Le centre avait été fondé en 2004 par l'avocat et défenseur des droits de l'homme Mazen Darwish, qui devient plus tard le mari de Yara.
Malgré les risques pour sa sécurité et malgré une détention de trois mois en 2012 par le régime, elle travaille et milite pour la liberté d'expression et la liberté de la presse et pour la défense des détenus syriens. Son mari étant incarcéré pendant trois ans et demi entre 2012 et 2015, elle assure la présidence pas intérim du Centre syrien pour les médias et la liberté d'expression. Elle mène également pendant cette période une campagne internationale pour appeler à la libération de son mari. Elle profite notamment de recevoir en son nom des prix pour la liberté de la Presse pour rappeler l'importance essentielle du journalisme dans un pays en dictature et dénoncer la stratégie de contrôle et de « chaos de l'information » du régime syrien, mais également pour dénoncer les violences envers les journalistes de toutes les parties au conflit, et fait que des journalistes meurent ou sont arrêtés quotidiennement en Syrie.
À partir de 2015, réfugiée en Allemagne, elle poursuit, avec son mari son action militante en faveur de la liberté d'expression et en défense des prisonniers d'opinion en Syrie.

## Arrestation
Le 16 février 2012, des hommes qui appartiendraient au service de renseignement de l'armée de l'air syrienne font une descente dans le bureau de Damas du Centre syrien pour les médias et la liberté d'expression. Yara Bader est arrêtée, de même que son mari, Mazen Darwish, et treize autres journalistes et militants pour la liberté d'expression dont la blogueuse Razan Ghazzawi.
Yara Bader bénéficie d'une libéré conditionnelle à compter du 10 mai 2012, de même que Razan Ghazzzawi, Hanadi Zahlout, Sanaa Zitani, Mayadah al-Khalil, Joan Farso, Ayham Ghazzoul, et Bassam al-Ahmad. Ils doivent comparaître le 29 mai pour « possession de publications interdites ». Cependant, Mazen Darwish, le blogueur Hussein Ghrer et trois autres membres du Centre syrien pour les médias et la liberté d'expression font l'objet d'une disparition forcée.
Après sa libération, Yara Bader poursuit son militantisme, elle dénonce les conditions de détention et de torture dont sont victimes les journalistes, blogueurs et défenseurs des droits humains en Syrie, et notamment son mari, Mazen Darwish. Human Rights Watch salue son courage et sa persévérance, qui « mettent sa vie en jeu pour protéger la dignité et les droits d'autrui ». Elle doit ensuite fuir au Liban, puis en Europe. 

## Récompenses et reconnaissance
- En 2012, elle reçoit le prix Ilaria Alpi qui récompense le courage  des femmes journalistes, de même que sa consœur Hanadi Zahlout[9] ,[10].
- En 2015, elle reçoit le prix Alison Des Forges pour son « activisme extraordinaire » pour la défense des droits, aux côtés de défenseurs des droits humains[11].
- Elle reçoit également le prix du Gulf Centre for Human Rights (en) (GCHR)[12].
- Aux côtés de son mari, elle reçoit, pour le SCM, le Shalom Prize[8].